# Kokaral
Kokaral (kazajo: Кuddleкарал, Kökaral significa "Isla Verde") fue hasta 1973 una isla en Kazajistán, en la parte norte del mar de Aral. Tenía una superficie de 273 km2  (1960), y su punto más alto era el cerro llamado Daut, de 163 metros de altura. En su costa norte se encontraban los pueblos pesqueros de Kokaral, Avan y Akbasty.
Debido a la reducción del mar de Aral, la isla quedó conectada al continente en la década de 1960 en su extremo occidental y se convirtió en la península de Kokaral. A partir de 1987 quedó conectada con el territorio circundante también en su extremo oriental, sobre el estrecho de Berg, convirtiendo la península en un istmo que separa el Mar de Aral del Norte y el Mar de Aral del Sur.
En 2005 se completó el dique Kokaral a través del estrecho de Berg. El dique impide que el agua del Mar de Aral del Norte se derrame hacia el Mar de Aral del Sur y contribuye así a mantener y aumentar el nivel del agua en el Mar del Norte. Desde entonces, el nivel del agua del Mar de Aral del Norte ha aumentado.